# Muzafer Sherif
Muzafer Sherif, nato Muzaffer Şerif Başoğlu (Ödemiş, 29 luglio 1906 – Fairbanks, 16 ottobre 1988), è stato uno psicologo turco, considerato uno dei fondatori della psicologia sociale.

## Biografia
Negli anni trenta Sherif emigrò negli Stati Uniti.
Studiò la formazione delle norme sociali ed il ruolo che l'interazione sociale svolge come sostegno all'individuo, fornendogli norme e criteri di giudizio a cui ancorarsi e ancorare la propria interpretazione del mondo specie in situazioni di incertezza.
Tale prospettiva fu applicata in un primo momento al tema dell'influenza sociale sui giudizi percettivi, quindi allo studio degli atteggiamenti, considerati come strumenti di natura cognitivo-motivazionale tramite i quali gli individui governavano il loro rapporto con un insieme definito di relazioni sociali. In queste ultime ricerche fu messo in evidenza il fatto che i gruppi tendevano a creare spontaneamente un sistema condiviso di opinioni e modelli di comportamento, sostenuto da elementi di tipo simbolico. 
Morì di infarto all'età di 82 anni, il 16 ottobre 1988.

## Esperimenti
Muzafer Sherif era interessato a sapere quante persone avrebbero cambiato le loro opinioni per allinearle al parere di un gruppo. In uno dei suoi primi esperimenti notevoli, i partecipanti si trovavano in una stanza buia e avevano istruzioni di fissare un piccolo punto di luce a 15 piedi di distanza. Dovevano poi stimare di quanto si spostasse. Non c'era in realtà alcun movimento, ma l'esperimento si basava sull'illusione visiva nota come effetto autocinetico. Il primo giorno, ogni persona percepiva diverse quantità di movimento, ma dal secondo al quarto giorno, una medesima stima veniva concordata su cui i partecipanti concordavano. Sherif propose questo quale simulazione di come norme sociali si sviluppino nella società, fornendo un tessuto comune di riferimento per le persone.
Successivi esperimenti si basavano su situazioni più realistiche. In un compito d'identificazione per testimonianza oculare, ai partecipanti veniva mostrato un sospetto, e poi, in una sequenza, ma collettivamente, altre immagini raffiguranti sospetti. Veniva lasciato un secondo per riconoscere il primo sospetto: un compito difficile. A un gruppo è stato detto che il loro contributo sarebbe stato molto importante e sarebbe stato utilizzato dagli operatori legali. Per l'altro gruppo era semplicemente un processo. Essere più motivati a trovare la risposta giusta aumentava la tendenza a conformarsi. Coloro che volevano essere più precisi si conformavano nel 51% del tempo rispetto al 35% di quelli dell'altro gruppo